# Wasilij Jakowienko
Wasilij Grigorjewicz Jakowienko (ros. Васи́лий Григо́рьевич Якове́нко, ur. 15 marca 1889 we wsi Tasiejewo w guberni jenisejskiej, zm. 29 lipca 1937) – ludowy komisarz rolnictwa RFSRR (1922-1923).

## Życiorys
1910-1917 służył w rosyjskiej armii, uczestnik I wojny światowej, 1917 przewodniczący rady gminnej w rodzinnej wsi. Od lipca 1917 członek SDPRR(b), 1918-1920 przewodniczący Rady Północno-Kańskiego Frontu Partyzanckiego, organizator komunistycznej partyzantki na Syberii, 1920 przewodniczący powiatowego komitetu rewolucyjnego w Kańsku i kierownik Sztabu Wojskowo-Rewolucyjnego Tasiejewskiej Sowieckiej Republiki Partyzanckiej. Od 1920 do stycznia 1922 zastępca przewodniczącego Komitetu Wykonawczego Jenisejskiej Rady Gubernialnej, od 5 stycznia 1922 do 7 lipca 1923 ludowy komisarz rolnictwa RFSRR, od 7 lipca 1923 do 10 maja 1926 ludowy komisarz ubezpieczeń społecznych RFSRR, od 31 maja 1924 do 18 grudnia 1925 członek Centralnej Komisji Kontrolnej RKP(b). 1926-1928 członek Komitetu Pomocy Narodom Północnych Krańców, 1928-1932 przewodniczący Agrarnej Komisji Wyborczej Przybranego Przedstawiciela Centralnego Komitetu Wykonawczego (CIK) ZSRR, 1932-1935 członek Prezydium Państwowej Komisji Planowania przy Radzie Pracy i Obrony ZSRR, od 1935 członek Rady Instytutu Naukowo-Badawczego Nowych Roślin Włóknistych Ludowego Komisariatu Rolnictwa ZSRR, potem dyrektor tego instytutu.
Odznaczony Krzyżem Świętego Jerzego II, III i IV klasy.
9 lutego 1937 aresztowany, 29 lipca 1937 skazany na śmierć przez Wojskowe Kolegium Sądu Najwyższego ZSRR pod zarzutem przynależności do kontrrewolucyjnej organizacji terrorystycznej i rozstrzelany. 30 czerwca 1956 pośmiertnie zrehabilitowany.